# مولی گرین
مولی گرین (انگلیسی: Mollie Green؛ زادهٔ ۴ اوت ۱۹۹۷) بازیکن فوتبال اهل انگلستان است.
از باشگاه‌هایی که در آن بازی کرده‌است می‌توان به باشگاه فوتبال زنان لیورپول و باشگاه فوتبال زنان اورتون اشاره کرد.
وی همچنین در تیم ملی فوتبال England U19 بازی کرده‌است.